# Cerkev San Ginés, Arrecife
Cerkev San Ginés, glavna župnija San Ginés Obispo je glavni tempelj mesta Arrecife, glavnega mesta otoka Lanzarote (Kanarski otoki, Španija). 13. decembra 1990 je bila zavarovana kot zgodovinski spomenik.

## Zgodovina in značilnosti
Izvira iz prvega samostana v mestu, postavljenega leta 1574, kjer so častili podobo apostola sv. Petra in sliko San Ginésa de Clermonta, ki sta se po priljubljeni legendi pojavili lebdeči v Charca de San Ginés. Leta 1798 je postala župnijska cerkev. Zgrajena je bila s kombinacijo črnega vulkanskega kamna in pobeljenih sten.
To je triladijska cerkev s stropom iz temnega lesa v slogu mudéjar ter poznobaročnimi verskimi podobami San Ginésa de Clermonta in Device rožnega venca. Obe sta sliki iz leta 1798 in iz Havane (Kuba). Za krstnim kamnom je simbolistična slika Alberta Manriqueja, ki predstavlja vir življenja.
Stolp cerkve San Ginés je navdihnil zvonik župnije Matriz de la Concepción v Santa Cruz de Tenerife. To je impresiven štirikoten stolp, postavljen leta 1842 z briljantno belo kupolo, ki dominira nad trgom in starim delom mesta.
Praznik San Ginés de Clermont (zavetnik mesta Arrecife) praznujejo v mesecu avgustu. Glavni dan je 25. avgust, kjer izstopa svetnikova procesija po ulicah. Cerkev San Ginés stoji poleg znamenite Charca de San Ginés.

## Obletnice
Leta 1939 je podoba zaščitnice Lanzaroteja, Device žalosti (imenovana tudi Devica vulkanov), ostala teden dni v tem templju, med 13. in 20. avgustom v zahvalo za konec španske državljanske vojne.
Med 19. in 22. decembrom 1965 je cerkev San Ginés ponovno gostila podobo Device žalosti, ki je bila ob družinski križarski vojni rožnega venca prestavljena v Arrecife iz samote v Mancha Blanca v občini Tinajo. Ta dogodek je mobiliziral več kot 25.000 ljudi na ulicah mesta Arrecife.
Leta 2024 se je Devica žalosti ponovno spustila v cerkev San Ginés de Arrecife od 30. novembra do 8. decembra istega leta v spomin na 225-letnico ustanovitve občine Arrecife in dve stoletji zadnjih izbruhov vulkanov na otok Lanzarote.